# Wladimir Alexejewitsch Ryschkin
Wladimir Alexejewitsch Ryschkin (russisch Владимир Алексеевич Рыжкин; * 29. Dezember 1930 in Moskau; † 19. Mai 2011 ebenda) war ein sowjetischer Fußballspieler.

## Laufbahn

### Verein
Ryschkin begann seine Laufbahn 1951 bei ODO Minsk. 1953 wechselte er in die höchste sowjetische Liga zu FK Dynamo Moskau, mit dem er drei sowjetische Meistertitel gewann. Als 32-Jähriger beendete der Stürmer seine aktive Laufbahn in der Lettischen SSR.

### Nationalmannschaft
Bei den Olympischen Spielen 1956 gewann Ryschkin mit seinem Team die Goldmedaille.

## Erfolge

### Verein
- Sowjetischer Meister: 1954, 1955, 1957
- Sowjetischer Pokalsieger: 1953

### Nationalmannschaft
- Olympia: Goldmedaille 1956